# شاه‌جیرجیرکان
شاه‌جیرجیرکان (نام علمی: Anostosto) نام یک تیره از زیرراسته شمشیرک‌داران است.